# 読売新聞中部支社

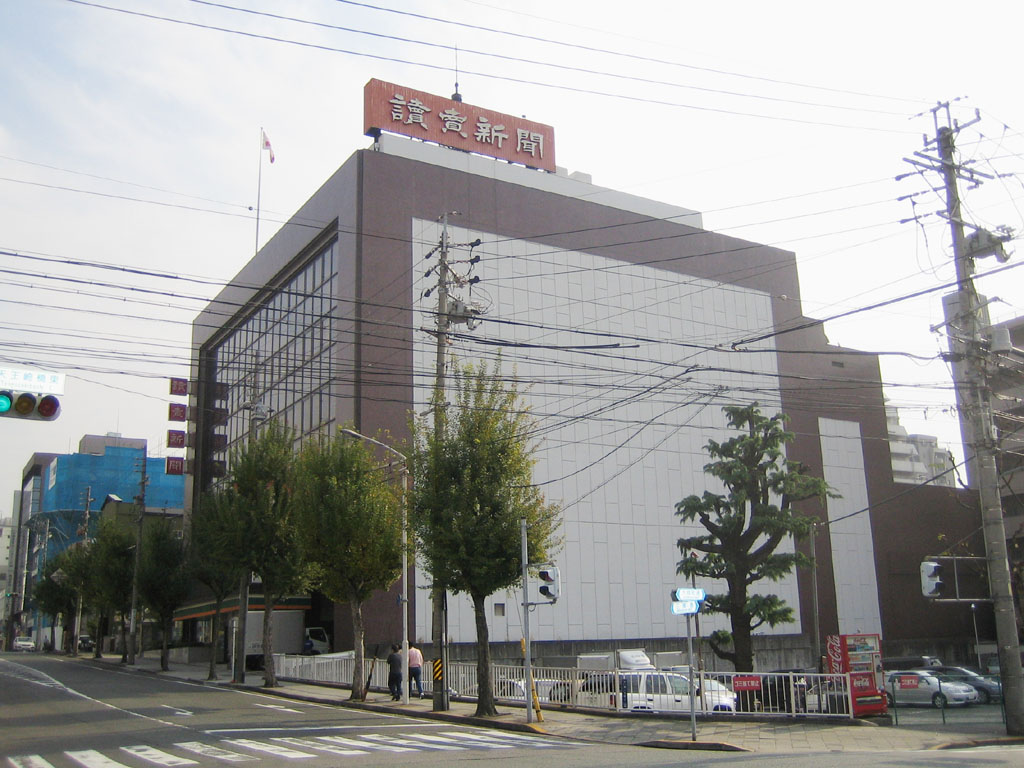
2017年7月17日まで使用していた旧社屋

読売新聞中部支社（よみうりしんぶん ちゅうぶししゃ）は、愛知県名古屋市中区にある読売新聞東京本社の支社である。読売新聞とスポーツ報知を愛知県、岐阜県及び三重県（伊賀地方を除く）の東海3県に向けて発行している。

## 中部支社所在地
- 愛知県名古屋市中区栄一丁目2番1号 郵便番号460-8470

## 中部支社管内の支局
詳細は、読売新聞会社案内サイトの取材拠点一覧を参照。
- 豊橋、岡崎、豊田、中部空港、岐阜、津、四日市

## 歴史

### 「中部読売新聞」創刊
1974年7月31日、東京の株式会社読売新聞社（現：読売新聞グループ本社・読売新聞東京本社）は、大阪讀賣新聞社（現：読売新聞大阪本社）の設立に関わった竹井博友が経営する印刷会社「名古屋高速印刷株式会社」と業務提携（広義のフランチャイズ契約、および今日の持株会社設立時の事業会社の「分割（設立）準備会社」と同じ）を結び、名古屋高速印刷は商号を「株式会社中部読売新聞社」に変更した。
1975年3月25日に、読売新聞の東海版（東海3県に於いての発行）としての形で、愛知県・岐阜県・三重県を対象地域とする『中部読売新聞』（題号：中部讀賣新聞、読み：ちゅうぶよみうりしんぶん）が創刊された。創刊号は、一般的な読売新聞の横並びの題字ではなく、中部読売独自による縦並びの題字が使われた。創刊号一面には、「三県民の目となり耳となって」と題した、竹井博友社長の発刊の辞が掲載された。
中部読売時代は次述する不当廉売事件の影響による、日本新聞協会への加盟が遅れた影響から、読売新聞本体とは別法人・別組織であり、1面下段のコラム（タイトルは『東海風』）と、社説は中部読売独自のものを掲載したが、紙面は東京で製作された紙面を、地域差し替えの上記の各コラム・番組表・地方版など一部の記事・ページを除き殆ど共用した。
このころ、東京本社も東海3県向けに発行した「中京版」（番組表は静岡県遠州地域版＝西部地方向けと同じものを使用。地方版も3県合同の「中京読売」として発行。読売新聞名古屋総局の所在住所も中部読売新聞社と同じながら、電話番号が異なったり、支局（豊橋・岐阜・津）・通信部も3県のものを全て掲載していた）を出していたが、読売本社と中部読売は編集・工務・販売・広告などの部門で互いに協力し合っていたので、東海3県では東京本社版、中部読売版の2つの読売が併売されたことになるが、上記の通り一部の記事・ページを除き中部読売と東京本社の紙面の差異は殆どなかった。
取材業務については、一部の記者クラブに中部読売が加盟できなかったため、それらの取材業務は記者クラブに加盟している読売新聞名古屋総局および傘下の支局の記者が行った。

### 不当廉売問題
創刊当時、月極め購読料が500円（1部売り20円）と他の全国紙・ブロック紙より安く、「コーヒー3杯分で一ヶ月間新聞が読めます」を謳い文句としていた。こうしたことから、中日新聞など地元の新聞社が中部読売の創刊直前から、日本新聞協会の下部機構である「新聞公正取引協議委員会」が読売本社と中部読売は同一の事業主体であると指摘。「読売新聞の差別対価・中部読売の不当廉売」との訴えを起こし、公正取引委員会に申告した。公正取引委員会は中部読売創刊当日の1975年3月25日、「月極め500円の購読料は不当廉売の疑いがある」として緊急停止命令を東京高等裁判所に申し立てた。同年4月30日に出た東京高裁の決定では、「公正取引委員会の審決があるまで月極め812円を下回る価格で販売しない」との判決が出た（中部読売新聞社緊急停止命令事件）。これを受けて中部読売は1975年5月から月極め812円に値上げした。
なおこの当時の東海3県で発行されている主要新聞社（全国紙・県域地方紙）の月ぎめ購読料は以下の通りであった 。
| 新聞名       | 月ぎめ購読料 （上・セット版 下・統合版） | 備考                    |
| ------------ | ---------------------------------------- | ----------------------- |
| 中部読売新聞 | - 500円                                  | 朝刊単独紙 現・読売新聞 |
| 中日新聞     | 1700円 1300円                            | ブロック紙              |
| 朝日新聞     | 1700円 1300円                            |                         |
| 毎日新聞     | 1700円 1300円                            |                         |
| 岐阜日日新聞 | 1600円 1200円                            | 岐阜県域紙 現・岐阜新聞 |
| 伊勢新聞     | - 1000円                                 | 三重県域紙 朝刊単独紙   |

不当廉売問題がネックとなって、全国紙系の新聞社でありながらも創刊から長らく日本新聞協会には加盟していなかったが、1987年5月20日、創刊から12年目にして新聞協会にようやく加盟した。

### 読売本体へ合流
読売名誉会長の務臺光雄は、「中部進出は私の生涯で唯一の失敗だった」と竹井博友ら中部読売経営陣に退陣を求めた。その後経営不振から1988年2月1日に読売新聞本社と吸収する形で、プロ野球球団読売ジャイアンツ（以下、巨人）を経営する読売興業（のちの株式会社よみうり）に運営を委ね中部読売新聞本社（ちゅうぶよみうりしんぶんほんしゃ）となった。巨人の黒字で中日ドラゴンズ（親会社は中日新聞社）の地元・名古屋で新聞を発行するという形態となった。
同年6月1日には、「読売新聞中部本社」（よみうりしんぶんちゅうぶほんしゃ）となり、題号も『中部讀賣新聞』から、他の本社と同じ『讀賣新聞』として再スタートを切った。読売本紙の社説と、1面下段コラムの「編集手帳」も中部本社発足の日から掲載されるようになった。中部本社は編集と販売のみの業務で、中部本社版の紙面の制作は読売新聞社（東京・大手町。グループ再編後は東京本社）が一括して行うようになり、これにより東海3県での2種類の読売新聞の併売が解消され、中部本社版のみの発売となった。また、これと同時に、中部読売が発売されていた三重県の伊賀地方（伊賀市・名張市）は、大阪本社の管轄に変更された。伊賀地域は京阪神通勤圏に近く、近畿地方のニュースを多く利用していることや他の全国紙もこの地域は大阪本社管轄であることを配慮した。なお、他紙が大阪版管轄の熊野市・南牟婁郡向けには読売のみ従前どおり中部版を発行した。ただし南牟婁郡紀宝町の一部では中部支社版と大阪本社版（和歌山県版）が併売されている。

### 本社から支社に格下げ
2002年7月1日に、読売新聞社が持株会社「読売新聞グループ本社」に移行したことから、中部本社は株式会社よみうりの会社分割で株式会社読売新聞東京本社（東日本の読売新聞発行本社）に吸収合併され、同社の中部支社に格下げされた。またこれに伴い創刊号からの発行号数を示す紙齢も、それまでの中部読売創刊の1975年からの合計から、東京本社の創刊時（1874年）からのそれに変更された。ただし、発行所と住所は東京本社ではなく中部支社のものが表記されている。なおこれに関連して、同じよみうり傘下の読売新聞西部本社は持ち株会社傘下の企業として改めて設立された。

### 支社移転へ
2017年7月18日、旧所在地（同区栄1丁目17番6号）より約200m北の納屋橋南東にある納屋橋東第一種市街地再開発事業（愛称「テラッセ納屋橋」）の業務棟（東陽ビル）に移転した。なお、旧社屋の跡地は、コートヤード・バイ・マリオット名古屋が2022年3月1日に開業している。

### 静岡県向け夕刊を印刷
読売新聞中部支社管轄地域である東海3県では中部読売の時代から夕刊を発行せず、朝刊単独で発行しているが、静岡県（東京本社管轄）の夕刊と浜松市など遠州地方向けの朝刊（13版S）については愛知県清須市にある読売新聞清須工場（2008年3月30日から稼動開始。同年3月29日までは中部支社工場）で印刷してトラック輸送している。
これについては、中部支社の設備が過剰とならないよう東京本社が配慮したからではないかと推測する向きもある。東西に長い静岡県においては、県西部（遠州）こそ名古屋市に近いが、大井川よりも東の地域（中部・東部、伊豆）はむしろ東京の方が近く、トラック輸送のコスト的にも横浜市の瀬谷工場からの方が安価であるというのが、その推測の主な理由とみられる。
なお静岡県の読売本紙は、基本的には神奈川県横浜市瀬谷区にある読売新聞瀬谷工場で印刷している。発行所のクレジットも中部支社ではなく東京本社であり、清須工場で印刷されている夕刊及び遠州地方向けの朝刊も同様である。
ちなみに、清須工場は読売新聞東京本社と名古屋市に本社を置く竹田印刷の共同出資によって設立された「東海プリントメディア」によって運営されている。
同じようなことは静岡県全域が東京本社管轄の毎日新聞（静岡県西部向け夕刊を中部本社から委託された中日新聞社の名古屋市の工場で印刷。それ以外の地域向け夕刊と朝刊<全県>については海老名市の毎日首都圏センターにて印刷している）でも行っている。

## 紙面

### 番組表

#### 愛知県・岐阜県・三重県のうち熊野・伊賀地域を除く地域
最終面（東海）
- フルサイズ：NHKテレビ（名古屋局）、NHK Eテレ（名古屋局）、中京テレビ、CBCテレビ、東海テレビ、メ〜テレ、テレビ愛知
  - 民放局の並びは東京本社発行の首都圏版以外の版と同様、在京キー局のアナログ放送時代のチャンネル順（日テレ→TBS→フジ→テレ朝→テレ東）に準じた配列となっている。
- ハーフサイズ：NHK BS
- 1/3サイズ：BS日テレ、BS朝日、BS-TBS、BSテレ東、BSフジ、WOWOWプライム、BS11 イレブン、BS12、BS10、三重テレビ、ぎふチャン

中面（中部）
- 地上波：NHK Eテレサブ
- BS、CS：NHK BSプレミアム4K、NHK 8K、民放系 4K（各局の4K画質制作の番組を紹介）、WOWOWライブ、同シネマ、WOWOWプラス、BS10スターチャンネル、BSアニマックス、放送大学テレビ、放送大学BSラジオ、J SPORTS1、同2、同3、同4、日本映画専門チャンネル、時代劇専門チャンネル、ディズニー・チャンネル、BSよしもと、チャンネルNECO、LaLa TV
- CS（日テレ系）：日テレプラス、日テレジータス、日テレNEWS24（日テレNEWS24は他2チャンネルから見てさらに小さいサイズとなっており、その下段にこれらのチャンネルがスカパー!、ケーブルテレビで視聴できる旨のお知らせと、その問い合わせ電話番号を記載している）
- AM・短波ラジオ：NHK第1、NHK第2、CBCラジオ、TOKAI RADIO、ぎふチャン、SBSラジオ、信越放送、 AFN、ラジオNIKKEI、在京ラジオ深夜（TBSラジオ、文化放送、ニッポン放送、ラジオ日本の24時以降）
- FMラジオ：NHK-FM、FM AICHI、ZIP-FM、FM三重、FM GIFU、K-MIX
  - ラジオ各局については、局名カットの箇所は親局の周波数を掲載し、それ以外については掲載収録地域の主要放送支局・中継局の周波数を地域ごとの一覧で掲載している（北陸支社版、北海道支社版、および東京本社発行の東北・甲信越地域も同様）。CBCラジオ、TOKAI RADIO（東海ラジオ）の番組欄には2015年10月2日付からFM補完中継局の周波数が表記されている。

#### 三重県熊野版（熊野市と南牟婁郡御浜町・紀宝町で販売）
最終面
- フルサイズ：NHKテレビ（大阪局）、NHK Eテレ（大阪局）、MBSテレビ、ABCテレビ、カンテレ、読売テレビ
- 1/3サイズ：中京テレビ、東海テレビ、CBCテレビ、メ〜テレ、三重テレビ、テレビ和歌山
  - 関西圏がメインとなっているのは、熊野地方が和歌山・大阪通勤圏に近いことや、本来はサービスエリア外である近畿地方のテレビ視聴を多用する傾向があることを踏まえてのものである（これは大阪版を発行している他の新聞〔三重県伊賀も含む〕も同様である[注 9]）。なお、TXN系列の2局（テレビ愛知、テレビ大阪）はこれらの地域ではケーブルテレビ再配信を含めた受信が一切できないため省略されている。
  - 大阪本社版の伊賀地域向けのものにも関西圏がメインの番組表を掲載し、NHKは大阪局基準のものを最終頁フルサイズ、津総合・名古屋Eテレ基準のものは中頁の第2テレビ・ラジオにハーフサイズで載せているが、熊野版には津総合・名古屋Eテレの番組表は載せていない。
- BSデジタルは同じ

中面
- 配列は同じ（NHK第1とNHK-FMは名古屋局基準の番組欄をそのまま掲載）。

#### 番組解説記事
中部支社版のテレビ欄の番組解説は、最終面の場合、地元局表記（例：日本テレビ系の場合は「中京」または「読売」と表記）となるが、中面の番組解説は読売新聞東京本社管内の記事（東北・甲信越静・北陸地区向けのもの）を共有するため、在京キー局の表記（例：中京テレビなどで放送される番組は「日テレ系」と表記）になっている。

#### 番組面の備考
ラジオ番組欄については、2012年3月31日まではMBSラジオ、朝日放送、ラジオ大阪、KBS京都、和歌山放送、SBSラジオ、K-MIXの番組欄も全地域共通で掲載されていたが、BSデジタル放送の増加（その多くはCSからBSに移行）により掲載を打ち切った。それに代わる形で、ラジオ日本を含めた在京AMラジオ4局の深夜番組欄（24時～午前5時）を掲載するようになった。また地上波テレビのびわ湖放送、奈良テレビ放送も中面に全地域共通で掲載されていたが、前述の理由で掲載を取りやめている。両局はそれぞれ、東海地方のごく一部（びわ湖=三重県伊賀市、亀山市、鈴鹿市、いなべ市とその周辺地域、岐阜県大垣市、揖斐郡、不破郡周辺、奈良=三重県伊賀市、名張市、松阪市、多紀郡周辺）で視聴できることを配慮したものである。
三重県熊野版のテレビ欄の表記について、ABCテレビは1989年の名称変更後も長らく「朝日放送」として表記されていたが、2014年6月12日付から「ABCテレビ」の表記に変更された。また読売テレビの表記も同日に「よみうりテレビ」から「読売テレビ」に変更され、関西テレビの表記は2015年3月30日付から「カンテレ」に変更された。
BS11 イレブンの番組欄は2017年4月1日付から最終面に移設した。
InterFM NAGOYA→Radio NEOの番組欄も開局から掲載されていたが、2020年6月30日に経営難のため閉局した。その跡地には同年7月1日付からSBSラジオの番組欄が掲載されている。
2022年6月14日から、同年3月に開局した無料BS3局（BS松竹東急・BSJapanext・BSよしもと）を新規掲載した。これに伴い、6月13日まで掲載されていた有料BS3局（BSアニマックス・釣りビジョン・グリーンチャンネル）の掲載を中止した。
2022年10月31日にBSスカパー!が閉局したのに伴い、11月1日から中面に掲載されていたBSJapanextが最終面に移動、中面には時代劇専門チャンネルを新規掲載した。
2025年6月30日にBS松竹東急が閉局したのに伴い、7月1日からBSアニマックスの掲載が復活した。BS松竹東急を引き継いだJCOM BSは非掲載。

またスポーツ報知の中部支社版のテレビ面も、以前は独自のカットを使用していたが、少なくとも地デジへの完全移行（2011年7月）が実施されてから、局名カットはテレビ・ラジオとも読売新聞中部支社版のものをそのまま使用している。ただし番組解説と、NHK BSや民放系BSなど以外のBS・CS放送の番組欄については、紙面構成の都合上収録されておらず、1ページにテレビ・ラジオの番組をまとめたものになっている。

### 地方面
以下は中部読売新聞社から中部支社に統合された今日に至るまでのものを挙げており、読売新聞社東京本社発行の東海版は3県合同の「中京読売」のみしか掲載されていなかった。

#### 愛知県
県版の題字は「愛知」で統一（その下に黒地に白抜きでその地域名を表記）。
- 市内
  - 名古屋市内
- 名古屋圏
  - 名古屋市周辺（尾張地区）
- 豊田
  - 豊田市
- 三河
  - 東・西三河地区

#### 岐阜県
- 岐阜

#### 三重県
- 北勢
  - 四日市市、桑名市、いなべ市など
- 中南勢
  - 津市、松阪市、伊勢市、鳥羽市など
- 南紀
  - 尾鷲市、熊野市など

### 天気予報欄の地名掲載順
名古屋 - 豊橋 - 岐阜 - 高山 - 津 - 尾鷲 - 札幌 - 仙台 - 東京 - 大阪 - 広島 - 福岡 - 那覇

## 備考
中部支社版朝刊のページ数の表記の横（一面を除く）に「◆」のマークが付いているが、これは中部版であることを示している物である。1988年6月の中部本社発足当初から付記されている。
読売朝刊の4コマ漫画「コボちゃん」は2004年12月1日付から全国紙の4コマ漫画では初めてカラー化されたが、中部支社版ではカラー化されていなかった。しかし清須工場の稼動に合わせて2008年3月31日よりカラー化された（海外衛星版は現在もモノクロ）。
この中部読売が創刊される前の1960年～1971年の間、名古屋テレビ放送（メ～テレ。当時はNNNをメインにANNとのクロスネット局だった）では、毎週平日早朝の帯番組・「NNNあさ7時のニュース」を「読売新聞7時のニュース」と改題して放送していた。1969年に現在のNNN系列・中京テレビ放送（こちらはANN系列）が開局した当時も、1973年4月改編で変則クロスネットが整理されるまではメ～テレでこの番組（1972年からは「NNNモーニング7」として放送）が放送された。
タイトルに「読売新聞」と入れた理由は、読売新聞社がメ～テレの主要株主だからである。なお、当初読売が名古屋に進出するに当たって、真宗大谷派名古屋別院（東別院）から土地を借り受けて社屋を建設することを計画していたが、現在その土地はメ～テレが社屋として使用している。
中部本社発足時より、紙面制作は東京本社が担当しているが、その後毎日新聞中部本社も1995年より同様に紙面制作を東京本社に集約した。なお、2000年代中頃、プロ野球解説者の豊田泰光が、当社の中部支社格下げを毎日の支社格下げと勘違いしたコラムを、週刊誌の連載に執筆し、毎日側からクレームがついて謝罪する騒動が起きている。
「読売新聞オンライン」（2019年2月1日から運用開始）の紙面イメージビューア（読者向け且つ朝刊のみ）で5大都市（東京・大阪・中部（名古屋）・北海道・西部（福岡））の各本支社版において、中部支社版の紙面は同年3月31日までは地方面の記事のみ、翌4月1日からは地方面を含む全ての紙面記事の閲覧が可能になる。

## スポーツ報知中部版
スポーツ報知の中部版も報知新聞社ではなく、読売新聞中部支社からの発行である（事実上報知新聞社と取材協力・提携関係を結んでいるフランチャイズ契約である）。創刊は1979年2月22日で、これもそれまで発行されていなかった報知新聞の東海3県での基盤を整えるために「報知スポーツ」として創刊し、基本的には中部版独自の番組表、公営競技面、大阪本社製作の中央競馬面などを除き、東京本社発行版と同じ紙面を利用している。
中部読売新聞社が読売新聞社に統合されてからも発行元・発行形態・題字に特に大きな変更はなかったが、1996年に他の本社と同じ「スポーツ報知」と改めた。なお、中部版スポーツ報知では1面の日付部分、あるいは各ページの「第3種郵便物認可」の横にある「報知新聞」のクレジットは外されており、1面日付のそれにも「スポーツ報知」の題字が入っている。また、報知スポーツの時代は他本社が1面や最終面にカラー紙面を連日採用して以後もしばらくはモノクロ紙面で、見出しの色も報知のシンボルカラーである緑色ではなく朱色が使われていた時代があったが、現在は他本社同様カラー紙面・見出しも緑色ベースとなっている。なお2015年に入ってからは、1頁の題字にある発行所クレジットが従来の「©読売新聞中部本社→読売新聞社」の単独から「©読売新聞社、報知新聞社」と並列記載されている。
スポーツ報知中部版は名古屋で発行するスポーツ紙で唯一、新聞休刊日の特別版を発行していない。休刊日前日の1面には「あすの本紙は休みます」と表記される。
スポーツ報知は他の地域本社（北海道支社・大阪本社・西部本社）同様、東京本社版の紙面内容を大半現地印刷で引用しているため、編集能力が乏しい。そのことから名古屋を本拠とする中日ドラゴンズよりも読売ジャイアンツの記事が1面トップなど主軸になってきている。また系列の読売新聞では、大阪版では2000年代以降阪神タイガース・オリックス・バファローズ、西部版では福岡ソフトバンクホークスの記事を主軸に据える機会が増えつつある中、中部版はやはり東京本社の本部で制作した紙面をそのまま使用することから、巨人をトップにする比率が高く、中日は地元ながらサブ扱いとされることが多い。
アダルト面は東京・大阪版では駅売りで一時期連載していた（現在は連載終了）が、中部版は連載していない。但し一面は日刊スポーツ、スポーツニッポン（東京本社版）とともに宅配版と駅売り版で差し替えを行っている。

## 出身著名人
- 清武英利（中部本社在籍時に社会部長。前読売ジャイアンツ球団代表→代表解任　現・ノンフィクションライター）
- 新良雅司（社会部記者。元三重テレビ放送アナウンサー・ニュースデスク）[11]
- 真山仁（元岐阜支局記者、小説家）
- 安住恭子（演劇評論家）